# Aimé Mabika
Aimé Mabika (Zambia; 16 de agosto de 1998) Actualmente es un futbolista zambiano. Juega de defensa. Es internacional absoluto con la selección de Zambia desde 2022.

## Trayectoria
Mabika jugó soccer universitario para los Kentucky Wildcats de la Universidad de Kentucky entre 2016 y 2020. Disputó 62 encuentros y anotó 10 goles con el equipo universitario. Durante esta etapa, en 2018 jugó por el Cincinnati Dutch Lions de la USL PDL.
El 21 de enero de 2021, Mabika fue seleccionado por el Inter de Miami en el puesto 26 del SuperDraft de la MLS 2021.
Tras un paso por el Fort Lauderdale CF, equipo reserva del club, debutó en la Major League Soccer el 9 de octubre de 2021 en la derrota por la mínima ante el New York Red Bulls.

## Selección nacional
Debutó con la selección de Zambia el 25 de marzo de 2022 ante Congo por un encuentro amistoso.

## Estadísticas
Actualizado al último partido disputado el 18 de octubre de 2022
| Club                              | Div.          | Temporada     | Liga  | Liga  | Copas nacionales | Copas nacionales | Copas internacionales | Copas internacionales | Total | Total |
| Club                              | Div.          | Temporada     | Part. | Goles | Part.            | Goles            | Part.                 | Goles                 | Part. | Goles |
| --------------------------------- | ------------- | ------------- | ----- | ----- | ---------------- | ---------------- | --------------------- | --------------------- | ----- | ----- |
| Fort Lauderdale CF Estados Unidos | 3.ª           | 2021          | 14    | 0     | —                | —                | —                     | —                     | 14    | 0     |
| Fort Lauderdale CF Estados Unidos | Total club    | Total club    | 14    | 0     | 0                | 0                | 0                     | 0                     | 14    | 0     |
| Inter Miami Estados Unidos        | 1.ª           | 2021          | 2     | 0     | 0                | 0                | —                     | —                     | 2     | 0     |
| Inter Miami Estados Unidos        | 1.ª           | 2022          | 16    | 0     | 2                | 0                | —                     | —                     | 18    | 0     |
| Inter Miami Estados Unidos        | Total club    | Total club    | 18    | 0     | 2                | 0                | 0                     | 0                     | 20    | 0     |
| Inter Miami II Estados Unidos     | 3.ª           | 2022          | 4     | 0     | —                | —                | —                     | —                     | 4     | 0     |
| Inter Miami II Estados Unidos     | 3.ª           | 2023          | 0     | 0     | —                | —                | —                     | —                     | 0     | 0     |
| Inter Miami II Estados Unidos     | Total club    | Total club    | 4     | 0     | 0                | 0                | 0                     | 0                     | 4     | 0     |
| Total carrera                     | Total carrera | Total carrera | 36    | 0     | 2                | 0                | 0                     | 0                     | 38    | 0     |

## Vida personal
Nacido en Zambia de padres congoleses, se mudó con su familia a Lexington, Kentucky a los ocho años de edad.